# Carathis melamera
Carathis melamera är en fjärilsart som beskrevs av Paul Dognin 1916. Carathis melamera ingår i släktet Carathis och familjen björnspinnare. Inga underarter finns listade i Catalogue of Life.